# 天主教格拉斯哥總教區
天主教格拉斯哥總教區（拉丁語：Archidioecesis  Glasguensis）是英國蘇格蘭一個羅馬天主教教省總教區，也是蘇格蘭兩個總教區之一。下轄佩斯利和馬瑟韋爾兩個教區。
2011年，有194,700名教友，估轄區總人口23.7%，有94個堂區、196名司鐸、15名終身執事、64名修士、182名修女。現任總主教為馬里奧·約瑟·孔蒂。
前身是西蘇格蘭代牧區。1878年蘇格蘭恢復聖統制，升為總教區。